# McKlusky, metà uomo metà odio
McKlusky, metà uomo metà odio (White Lightning) è un film del 1973 diretto da Joseph Sargent.
Il film è considerato uno dei capisaldi dei revenge movies, per l'ambientazione nel profondo Sud, per l'ottima interpretazione di Burt Reynolds e per la storia complessa. Il film ebbe anche un sequel, intitolato Gator, diretto e interpretato da Reynolds.
Doveva essere il primo film di Steven Spielberg: il regista lavorò per alcuni mesi alla fase di pre-produzione, per poi passare il lavoro a Sargent.

## Trama
Gator McKlusky, mercenario, spacciatore e contrabbandiere del sud della Florida, viene sbattuto in galera dopo un'intercettazione dei poliziotti federali. Ben presto, a causa dei traffici illegali dello sceriffo locale, a Gator viene offerta l'opportunità di uscire di galera: l'uomo accetta la proposta dei federali, anche perché lo sceriffo Connors è responsabile dell'assassino di suo fratello: unendo la proposta della polizia all'odio che nutre nei confronti dello spietato e ipocrita uomo della legge, McKlusky porta a termine la sua missione.

## Collegamenti ad altre pellicole
- Il tema principale del film è stato riutilizzato nella colonna sonora di Kill Bill: Volume 1, quando la Sposa è circondata dagli 88 folli.

## Slogan promozionali
- «Se non avete mai visto "McKlusky", non avete mai visto Burt Reynolds».